# Суперкубок України з баскетболу серед чоловіків

## Фінали Суперкубка
| Рік  | Володар     | Фіналист                    | Місто проведення | Рахунок | Місто проведення | Рахунок |
| ---- | ----------- | --------------------------- | ---------------- | ------- | ---------------- | ------- |
| 2018 | БК "Дніпро" | «Черкаські мавпи» (Черкаси) | Черкаси          | 92:75   | Дніпро           | 80:75   |
| 2019 | БК"Дніпро"  | «Хімік»(Южний)              | Южний            | 78:63   | Дніпро           | 82:85   |